# Frederico, Príncipe de Waldeck e Pyrmont
Frederico, Príncipe de Waldeck e Pyrmont (20 de Janeiro de 1865 – 26 de Maio de 1946) foi o último príncipe reinante de Waldeck e Pyrmont entre 12 de Maio de 1893 e 13 de Novembro de 1918.

## Família
Frederico era filho de Jorge Vítor, Príncipe de Waldeck e Pyrmont e da princesa Helena de Nassau. Era irmão da rainha-consorte dos Países Baixos, Ema, e da princesa Helena, Duquesa de Albany.
Os seus avós maternos eram Guilherme, duque de Nassau e a sua segunda esposa, a princesa Paulina de Württemberg. Paulina era filha do príncipe Paulo de Württemberg e da sua esposa, a duquesa Carlota de Saxe-Hildburghausen.
Paulo era filho do rei Frederico I of Württemberg e da sua esposa, a duquesa Augusta de Brunswick-Wolfenbüttel. Augusta era a filha mais velha de Carlos Guilherme Fernando, Duque de Brunswick-Lüneburg e da princesa Augusta da Grã-Bretanha, irmã mais velha do rei Jorge III do Reino Unido.

## Casamento e filhos
Frederico casou-se com a princesa Batilde de Schaumburg-Lippe, filha do príncipe Guilherme de Schaumburg-Lippe e da princesa Batilde de Anhalt-Dessau, em Náchod a 9 de Agosto de 1895. Tiveram três filhos e uma filha:
1. Josias, Príncipe-herdeiro de Waldeck e Pyrmont (13 de Maio de 1896 – 30 de Novembro de 1967), oficial das SS, foi condenado a prisão perpétua depois da Segunda Guerra Mundial; casado com a duquesa Altburg de Oldemburgo; com descendência.
2. Maximiliano Guilherme de Waldeck e Pyrmont (13 de Setembro de 1898 – 23 de Fevereiro de 1981), casado com Gustava de Hallermund; com descendência.
3. Helena de Waldeck e Pyrmont (22 de Dezembro de 1899 – 18 de Fevereiro de 1948), casada com Nicolau, Príncipe-Herdeiro de Oldemburgo; com descendência.
4. Jorge Guilherme de Waldeck e Pyrmont (10 de Março de 1902 – 14 de Novembro de 1971), casado com Ingeborg de Hallermund; com descendência.

## Genealogia
| Frederico, Príncipe de Waldeck e Pyrmont | Pai: Jorge Vítor, Príncipe de Waldeck e Pyrmont | Avô paterno: Jorge II, Príncipe de Waldeck e Pyrmont | Bisavô paterno: Jorge I, Príncipe de Waldeck e Pyrmont                |
| Frederico, Príncipe de Waldeck e Pyrmont | Pai: Jorge Vítor, Príncipe de Waldeck e Pyrmont | Avô paterno: Jorge II, Príncipe de Waldeck e Pyrmont | Bisavó paterna: Augusta de Schwarzburg-Sondershausen                  |
| Frederico, Príncipe de Waldeck e Pyrmont | Pai: Jorge Vítor, Príncipe de Waldeck e Pyrmont | Avó paterna: Ema de Anhalt-Bernburg-Schaumburg-Hoym  | Bisavô paterno: Vítor II, Príncipe de Anhalt-Bernburg-Schaumburg-Hoym |
| Frederico, Príncipe de Waldeck e Pyrmont | Pai: Jorge Vítor, Príncipe de Waldeck e Pyrmont | Avó paterna: Ema de Anhalt-Bernburg-Schaumburg-Hoym  | Bisavó paterna: Amália Carlota de Nassau-Weilburg                     |
| Frederico, Príncipe de Waldeck e Pyrmont | Mãe: Helena de Nassau                           | Avô materno: Guilherme, Duque de Nassau              | Bisavô materno: Frederico Guilherme de Nassau-Weilburg                |
| Frederico, Príncipe de Waldeck e Pyrmont | Mãe: Helena de Nassau                           | Avô materno: Guilherme, Duque de Nassau              | Bisavó materna: Luísa Isabel de Kirchberg                             |
| Frederico, Príncipe de Waldeck e Pyrmont | Mãe: Helena de Nassau                           | Avó materna: Paulina de Württemberg                  | Bisavô materno: Paulo de Württemberg                                  |
| Frederico, Príncipe de Waldeck e Pyrmont | Mãe: Helena de Nassau                           | Avó materna: Paulina de Württemberg                  | Bisavó materna: Catarina Carlota de Saxe-Hildburghausen               |